# Iteke Weeda
Catharina Jacoba (Iteke) Weeda (Amstelveen, 14 maart 1943) is een Nederlandse socioloog, publiciste en (voormalig) Nederlands hoogleraar emancipatievraagstukken.

## Academische loopbaan
Weeda studeerde vanaf 1961 sociologie in Wageningen en was daarna wetenschappelijk medewerker respectievelijk universitair hoofddocent sociologie aan de Universiteit van Wageningen.
Zij promoveerde in 1976 op een proefschrift waarin ze op basis van de literatuur verschillende typen communes vergeleek, een samenlevingsvorm die in die periode weer aan populariteit won. Weeda liet zien dat het verschijnsel omstreeks 1975 geen grote vlucht had genomen maar marginaal was gebleven ondanks de betrekkelijk grote aandacht in de media. Een andere conclusie was dat zogenaamde religieuze communes weliswaar relatief duurzaam zijn gebleken en gauw 50 jaar oud kunnen worden, maar in de moderne tijd weinig aantrekkingskracht uitoefenen. Kwetsbaar zijn de zogenaamde politieke communes die vaak slechts enkele jaren bestaan en door meningsverschillen uiteenvallen.
Ze was vanaf 1986 buitengewoon hoogleraar emancipatievraagstukken aan de Rijksuniversiteit Groningen en tot 2006 universitair hoofddocent sociologe aan haar alma mater. Zij verrichtte onder meer onderzoek naar relaties en netwerken, emotionele intelligentie, androgyn leiderschap en de betekenis van 'mannelijk' en 'vrouwelijk'.

## Media
Daarnaast publiceerde zij ongeveer 20 boeken en talloze artikelen, ook in populaire media, zoals de Libelle, Opzij en regionale kranten. Daarnaast gaf ze radio- en tv-interviews. 
Zij kreeg in de jaren tachtig veel media-aandacht met haar stelling dat echtscheiding een blijvende ontwikkeling is en het gezin aan betekenis zal verliezen. Ze werd als ‘anti-gezinssocioloog’ aangeduid, zeker toen ze wees op het groeiende belang van vriendschapsnetwerken.

## Spiritualiteit
In de jaren negentig kwam ze weer in het nieuws toen ze nadrukkelijk het belang van spiritualiteit aan de orde stelde, ook binnen de wetenschap. In 1996 publiceerde zij het boek 'Spiritualiteit en Wetenschap', en introduceerde dit onderwerp als officieel onderwijselement voor haar studenten. Ze hield er naar eigen zeggen de kwalificaties 'Pippi Langkous van de universiteit' en 'Jomanda in wetenschapsland' aan over. De hoogleraar Jan Douwe van der Ploeg nam haar in bescherming door erop te wijzen dat wetenschappelijke vooruitgang niet kan plaatsvinden zonder acceptatie van afwijkende benaderingen.

## Publicaties (selectie)
Iteke Weeda publiceerde aanvankelijk onder de naam C.J. Cramwinckel-Weeda, daarna onder de naam C.J. Weeda maar meestal onder de naam Iteke Weeda. 
- Cramwinckel-Weeda, C.J. (1976) Communes en communebewegingen. Een literatuurstudie. Deventer, (proefschrift).
- Weeda, I. (1986) Over liefde gesproken, De Haan.
- Weeda, I. (1988) Vriendschap in beweging, De Haan.
- Weeda, I. (1990)  Intiem op 't werk, Anthos.
- Weeda, I. (1992) Vrouwen verlangen MANNEN, Anthos.
- Weeda, I. (1996) Spiritualiteit en Wetenschap,  Anthos.
- Weeda, I. (2007) Liefde in vele facetten , Servine.
- Weeda, I. & R. Schippers (2008) De Yinfactor; managers over de menselijke maat, Paradigma.